# Суйкинкуцу

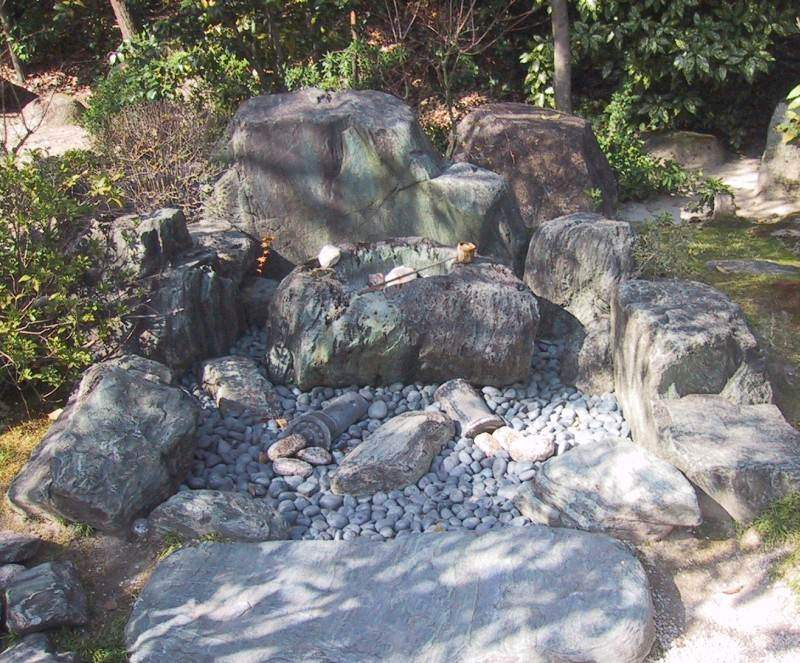
Двойной суйкинкуцу в крепости Ивасаки, Ниссин, Аити

Суйкинкуцу  (яп. 水琴窟, буквально пещера водного кото) — музыкальное приспособление, используемое в японских садах. Суйкинкуцу состоит из перевернутого, зарытого в земле кувшина, над которым располагается лужица воды. Капли воды, постепенно проникая в кувшин через отверстия в донышке, издают приятные булькающие звуки, которые формируют несложные мелодии. Звуки суйкинкуцу можно сравнить с колокольчиком или японской цитрой кото. Нередко суйкинкуцу оборудуют около японского рукомойника цукубаи для мытья рук перед чайной церемонией.

## Традиционная конструкция
Все компоненты суйкинкуцу должны быть настроены с высокой точностью и выполнены предельно аккуратно для получения хороших акустических характеристик. Исторически использовали кувшины для хранения риса или воды, керамические глазурованные либо неглазурованные. Позже стали использовать металлические кувшины, особенно в коммерческих суйкинкуцу. Более грубые керамические кувшины считаются лучшими. Высота кувшина — от 30 см до 1 м. Горлышко имеет диаметр около 2 см. Суйкинкуцу звенит подобно колокольчику, но если кувшин с трещиной, звук резко теряет качество.

## Модернизированные варианты суйкинкуцу
В позднее время появилось немало усовершенствований суйкинкуцу.
- Современные суйкинкуцу не обязательно устанавливают около рукомойника тёцубаси.
- Суйкинкуцу строят на непрерывном потоке воды.
- В последнее время изготавливают суйкинкуцу с металлическими кувшинами.
- Устройства, подобные суйкинкуцу, устанавливают в парках как часть скульптурных композиций.
- Суйкинкуцу строят внутри жилых помещений.
- В ресторанах или магазинах коммерческие суйкинкуцу улучшают системой электронного усиления звука и воспроизведения через громкоговорители.
- Добавляют трубы для переноса звука.

## История

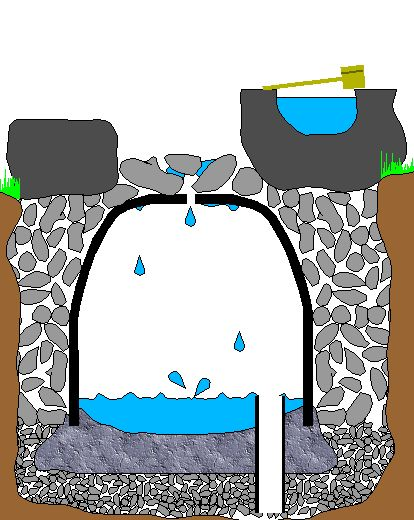
Суйкинкуцу в разрезе

Первоначально инструмент назывался тосуймон (洞水門), но он не использовался в японских садах. Рассказывают, что однажды для дренажа сада был использован кувшин с отверстием, и садовники, поразившись изящным звуком, стали оборудовать сады такими кувшинами. Популярность суйкинкуцу возросла в период Эдо (1603—1867), тогда был внедрён рукомойник тёцубати. Изобретателем суйкинкуцу считают также мастера чайных церемоний Кодори Энсю.
В позднее время искусство было забыто, и к 1959 в Японии смогли найти только два суйкинкуцу. В 1982 в газете Асахи Симбун было приведено подробное описание суйкинкуцу, а в 1985 центральный телеканал NHK организовал цикл передач, и суйкинкуцу снова обрело популярность.

## Философия
Важной идеей суйкинкуцу является то, что инструмент скрыт и звуки возникают из-под земли. Это поражает гостей, которые приходят мыть руки. Церемония мытья рук превращается в игру на скрытом музыкальном инструменте. Звук капающей воды воздействует успокаивающе и доставляет наслаждение.